# Dagbricka m/1799

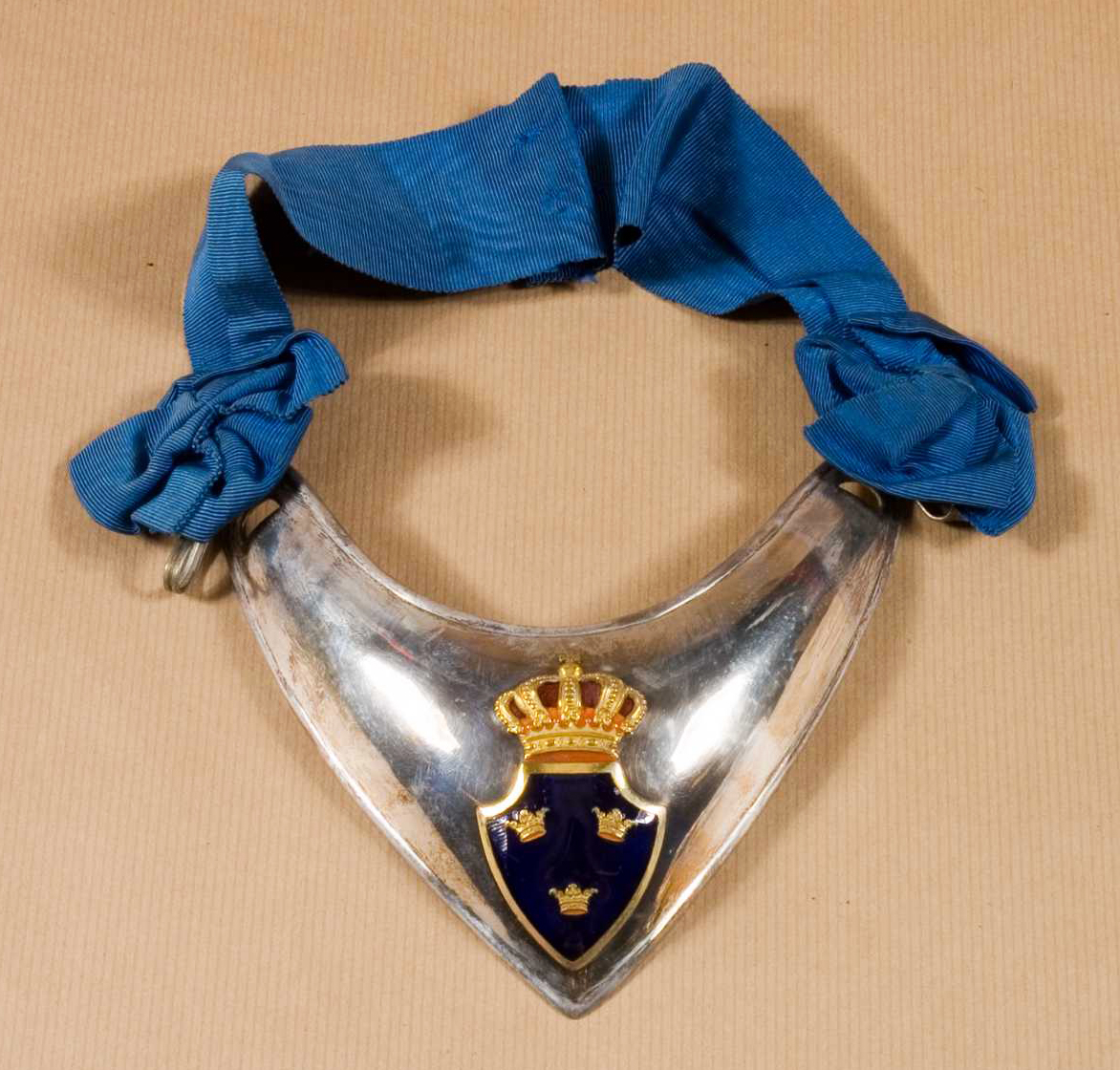
Dagbricka m/1799 för officer.

Dagbricka m/1799 är en ringkrage som används inom Försvarsmakten.

## Utseende
Dagbrickan är I silver och visar mitt på det lilla riksvapnet detta ser dock olika ut beroende på vem som bär den;
- För officer är riksvapnet med dess tre kronor i guld mot en bakgrund av blå emalj
- För specialistofficer är riksvapnet endast i guld, utan den blå bakgrunden

Dagbrickan bärs i ett band av blått sidenrips med rosetter.

## Användning
Denna dagbricka bärs av vakthavande befäl till uniform modell äldre såväl som till paraduniform m/1987 och fältuniform 90 (för fältuniform 90 endast då fältparaddräkt är anbefallen). Bandet ska vara anpassat så att den hamnar precis under vapenrockens ståndkrage. Då kappa används så ska den bäras utanpå densamma.

## Fotografier

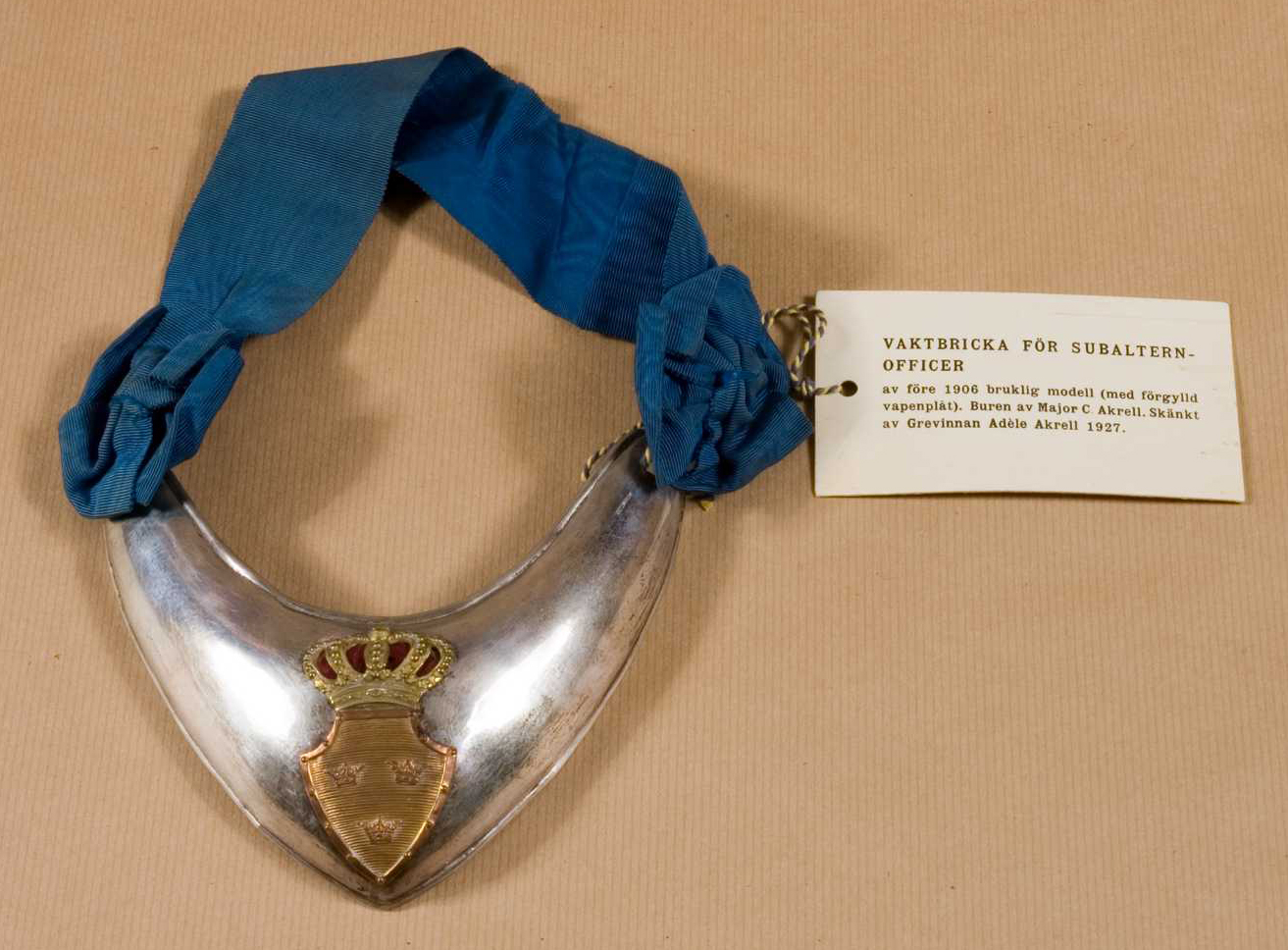
Dagbricka m/1799 i utseende för Specialistofficer.
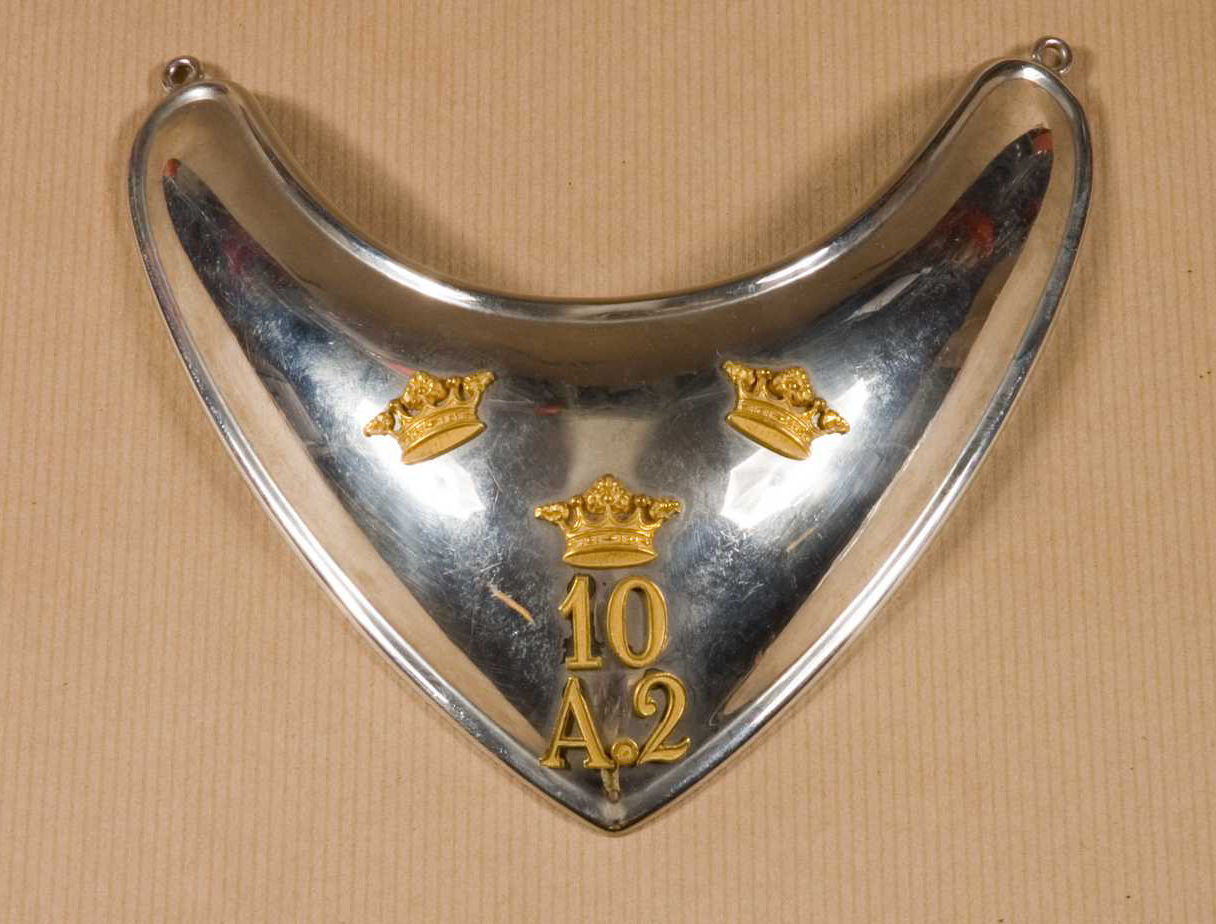
Äldre utseende för dagbricka till underofficer vid Göta artilleriregemente (A 2).
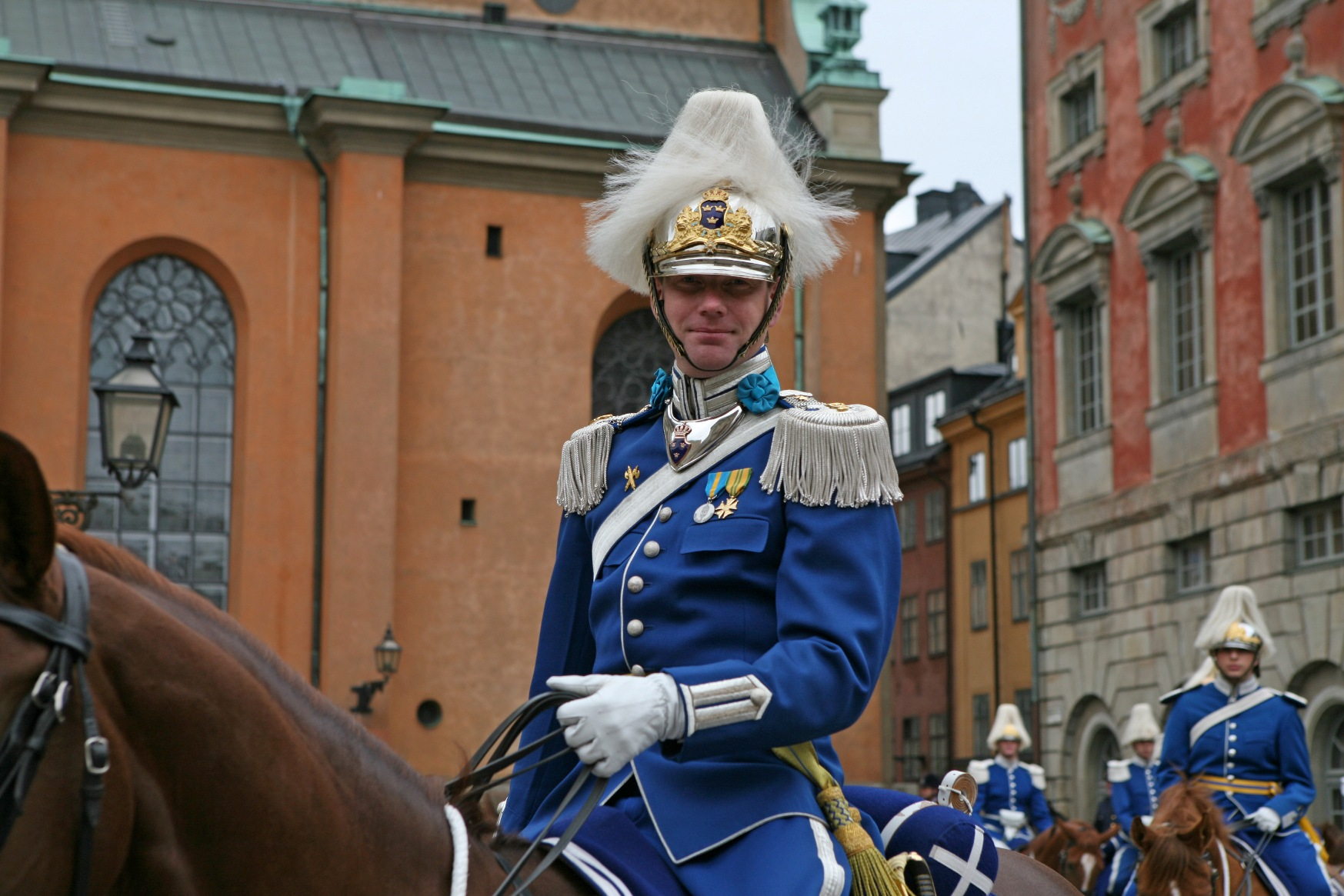
Högvaktsvaktchef med uniform m/1895 och dagbricka m/1799.